# Oveja negra

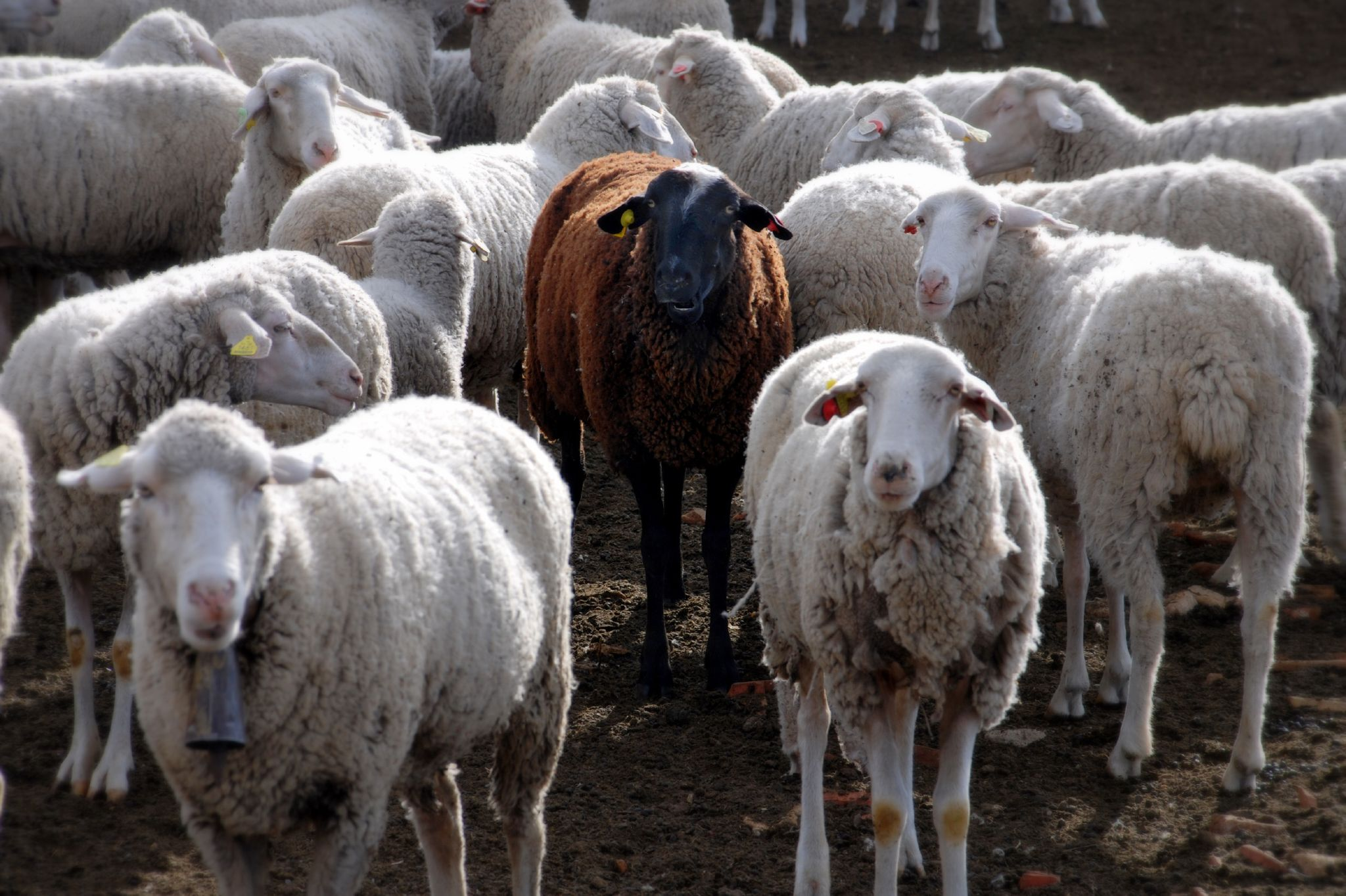
Una oveja negra entre un rebaño de ovejas blancas.

Oveja negra es un modismo que describe a un miembro diferente, poco respetable y despreciable de un grupo, especialmente dentro de una familia. El término se relaciona generalmente con aspectos negativos, como por ejemplo rebeldía. Deriva de la presencia indeseable y poco común de individuos de lana negra en rebaños de ovejas, lo cual no era bueno para el criador ya que la lana de dichas ovejas no era cotizada en el mercado. 

## Cultura popular
El término tiene su origen de las ovejas negras que nacen ocasionalmente en una familia de ovejas blancas, debido a un proceso genético de genes recesivos. Las ovejas negras no eran bien cotizadas en el mercado. En Inglaterra durante los siglos XVIII y XIX, el color negro de las ovejas era visto como una marca del diablo.
En el uso moderno, la expresión ha perdido parte de sus connotaciones negativas, y el término se le otorga usualmente al miembro de un grupo que posee características diferentes a sus compañeros.

### Origen biológico

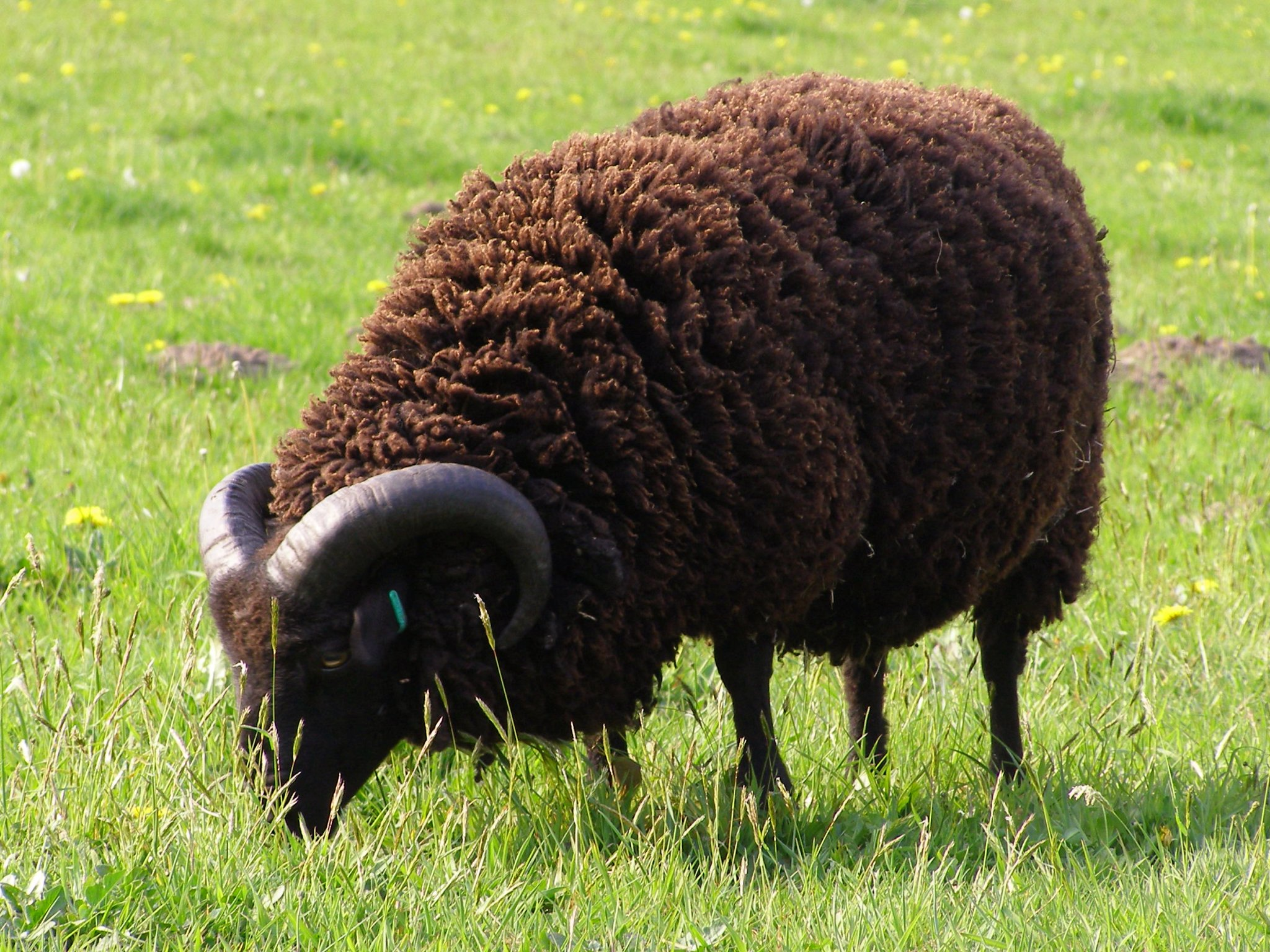
Un carnero negro.

En el caso de las ovejas, ser blancas no es por albinismo sino por el gen dominante, que determina el color del individuo. Como resultado, en las ovejas negras predomina el gen recesivo y si una oveja blanca y un carnero blanco son padres de un cordero negro, ambos deben ser heterocigotos con respecto al negro por lo que hay un 25% de posibilidades de que la cría sea negra. Un estudio reciente realizado por la Universidad de Agricultura de Noruega y por la Universidad de Oregón ha determinado que el color negro se genera por un alelo ED presente al momento de la concepción.

## Otros usos
En psicología, el "efecto de la oveja negra" se refiere a la tendencia de un grupo de tratar o evaluar a un miembro de su propia sociedad en una forma más severa, basándose en un comportamiento distinto por parte del individuo.